# Avalanche Software
Avalanche Software é uma produtora de jogos americana.

## História
Em 19 de abril de 2005, a Buena Vista Games (mais tarde renomeada Disney Interactive Studios), o braço da The Walt Disney Company, anunciou que adquiriu Avalanche Software por uma quantia não revelada.
Em novembro de 2006, a Buena Vista Games formou um estúdio irmão, Fall Line Studio, que criaria títulos da Disney para plataformas Nintendo DS e Wii. A Disney Interactive Studios (DIS) fundiu o Fall Line Studio em seu estúdio irmão, Avalanche Software, em janeiro de 2009.